# 早稻田中学校及高等学校
早稻田中学校及高等学校（日语：／ Waseda Chiyuu gakkō Kōtō gakkō）是日本一所提供初高中一贯教育的私立男校，位于东京都新宿区马场下町。由于其为完全的初高中一贯校，因此该校高中部并不对外招生。